# Lithospermum leonotis
Lithospermum leonotis är en strävbladig växtart som först beskrevs av Ivan Murray Johnston, och fick sitt nu gällande namn av J.I.Cohen. Lithospermum leonotis ingår i släktet stenfrön, och familjen strävbladiga växter. Inga underarter finns listade i Catalogue of Life.